# Club Futbol Navata
El Club Futbol Navata és un club de futbol de la ciutat de Navata, a l'Alt Empordà.

## Història
El club es va fundar l'any 1969, ingressant immediatament a la Federació Catalana de Futbol. El primer partit oficial el jugà el març de 1972 al Camp Municipal d'Esports de Navata. El club ha jugat a les categories de Segona i Tercera territorial catalanes.
Les bones instal·lacions del Camp Municipal de Navata han fet que el Vila-real Club de Futbol hagi escollit la població per realitzar-hi la pretemporada des de la temporada 2002/03, 2003/04 i 2004/05. A nivell de curiositat cal esmentar que el Navata disputà un partit amistós amb el Vila-real CF el 19 de juliol de 2009 que finalitzà amb el resultat de 0-27.